# 生化危机 (桌游)
生化危机桌游，全名为生化危机卡牌构筑游戏，是2010年由万代发行tylar Allinder设计Jak L. Hueng插画创作的一款以《生化危机》为背景的卡片遊戲，游戏支持1至4人参与，目前已推出发行了多款扩充，以便增加游戏多样性。基础版中，游戏能支持3种游戏模式：故事情节模式、佣兵模式、对抗模式。